# Appula undulans
Appula undulans är en skalbaggsart som först beskrevs av White 1853.  Appula undulans ingår i släktet Appula och familjen långhorningar. Inga underarter finns listade i Catalogue of Life.